# Allocosa deserticola
Allocosa deserticola är en spindelart som först beskrevs av Simon 1898.  Allocosa deserticola ingår i släktet Allocosa och familjen vargspindlar.
Artens utbredningsområde är Egypten. Inga underarter finns listade i Catalogue of Life.